# Zbigniew Deptuła
Zbigniew Roman Deptuła (ur. 1 marca 1962 w m. Smrock-Dwór) – polski polityk i samorządowiec, poseł na Sejm IV kadencji.

## Życiorys
Uzyskał wykształcenie średnie, ukończył w 1983 policealne studium zawodowe. Zajął się prowadzeniem gospodarstwa rolnego i zakładu przetwórstwa mięsnego.
W latach 2001–2005 był posłem IV kadencji wybranym w okręgu siedleckim z listy Polskiego Stronnictwa Ludowego. W 2005 bez powodzenia ubiegał się o reelekcję. W 2006, 2010, 2014 i 2018 był wybierany na radnego powiatu makowskiego. W 2006 został powołany na starostę, reelekcję uzyskał w 2010, 2014 i 2018. W 2023 wystartował do Sejmu z ramienia współtworzonej przez swoją partię Trzeciej Drogi.
W lutym 2024 zrezygnował z funkcji starosty i mandatu radego, w tym samym miesiącu objął stanowisko prezesa zarządu Wojewódzkiego Funduszu Ochrony Środowiska i Gospodarki Wodnej w Warszawie.

## Odznaczenia
W 2015 został odznaczony Odznaką Honorową za Zasługi dla Samorządu Terytorialnego. W 1998 otrzymał Złoty Krzyż Zasługi.